# 3705 Hotellasilla
3705 Hotellasilla eller 1984 ET1 är en asteroid i huvudbältet som upptäcktes den 4 mars 1984 av den belgiske astronomen Henri Debehogne vid La Silla-observatoriet. Namnet är en hyllning till de personer som under flera decennier ordnade inackorderingar för astronomer från hela världen, då dessa arbetade vid La Silla-observatoriet.
Asteroiden har en diameter på ungefär 17 kilometer och den tillhör asteroidgruppen Themis.